# Junee
Junee – miasto w Australii, w stanie Nowa Południowa Walia.